# Franz Xaver Wolfgang Mozart
Franz Xaver Wolfgang Mozart (født 26. juli 1791 i Wien, død 29. juli 1844 i Karlsbad/Karlovy Vary i Böhmen, nu Tjekkiet) var en østrigsk komponist og pianist. Søn af Wolfgang Amadeus Mozart og hustru Constanze Mozart, f. Weber.

## Levnedsløb
Franz Xaver Wolfgang Mozart var det yngste og sammen med broderen Karl Mozarts eneste overlevende børn af de seks, som fødtes i Mozarts ægteskab med Constanze. Hans kaldenavn var Wolfgang, i familien Wowi. Han optræder i officielle dokumenter og udgivelser undertiden som W. A. Mozart Sohn (eller fils eller figlio).
Wolfgang blev født i faderens dødsår og fik fra ca. 1798 en stedfar i den danske diplomat Georg Nicolaus Nissen, der boede sammen med Wolfgangs mor i Wien. Wolfgang knyttede sig stærkt til Nissen, som han betragtede som en far. Den danske maler Hans Hansen kom i hjemmet og har malet et billede af de to Mozart-brødre, som i dag hænger i Mozarts fødehjem i Salzburg.
Moderen havde allerede fra Wolfgangs tidlige barndom udset ham til at blive musiker. Han fik kompositions- og instrumentundervisning af lærere som Johann Nepomuk Hummel og hans fars tidligere kollega Antonio Salieri.
I 1808 blev han ansat som privat musiklærer hos en polsk greve i nærheden af Lemberg, nuværende Lviv i Ukraine. Fra 1813 ernærede han sig som musiklærer og komponist i Lemberg. 
Han foretog i årene 1818 til 1821 en omfattende koncertrejse, der bragte ham gennem Europa og i 1819 førte ham til København, hvor moderen og Nissen boede fra1810 til 1820. Han, Constanze og Nissen tilbragte sommeren på Fredensborg Slot, hvor Nissen havde lejet en sommerbolig. For at skaffe penge til den videre rejse arrangeredes en koncert i Det Kongelige Teater med deltagelse af Det Kongelige Kapel og sangere fra teatret. Programmet bestod dels af ouverturen til Tryllefløjten og uddrag af Cosi fan tutte, dels af et par af Wolfgangs egne klaverkompositioner. Koncerten gav et tilfredsstillende overskud på 100 rigsdaler. 
I 1822 vendte han tilbage til Lemberg, muligvis tiltrukket af en adelsdame, som var mor til en af hans elever, og genoptog sit virke der. Han tilbragte sine sidste år i Wien, hvor han gav undervisning.
Wolfgang døde under et kurophold i Karlsbad.
Wolfgang Mozarts værker er i dag stort set glemt. Hans talent stod ikke mål med faderens, og jo ældre han blev, desto mere fortrød han vist at være gået i faderens fodspor. 
Som broderen Karl døde han ugift og uden afkom. Den direkte Mozart-linje uddøde ved Karls død i 1858. Påstande om, at Wolfgang skulle have et barn uden for ægteskab savner belæg.

## Kompositioner (udvalg)
- Klaverkvartet g-moll, op. 1
- Sonate for violin og klaver B-dur, op. 7
- Klaversonate G-dur, op. 10
- 6 stykker for fløjte og 2 horn, op. 11
- Aria buffa til operaen "Teaterdirektøren" af Wolfgang Amadeus Mozart, op. 13
- Klaverkonzert nr. 1 C-dur, op. 14
- Sonate for violin und klaver F-dur, op. 15
- Six Polonaises mélancoliques for klaver, op. 17
- Sonate for violoncel eller violin og klaver E-dur, op. 19
- Quatre Polonaises mélancoliques for klaver, op. 22
- Variationer over en romance af Méhul, op. 23
- To polonaiser for klaver, op. 24
- Klaverkoncert nr. 2 Es-dur, op. 25
- Der erste Frühlingstag, kantate for soli, kor og orkester, op. 28
- Festkor til afsløringen af Mozart-mindesmærket i Salzburg, op. 30
- Sinfonia
- Rondo e-moll for fløjte og klaver
- Lieder med klaverledsagelse